# 争取团结观点协会
争取团结观点协会（德語：Verein für solidarische Perspektiven，缩写为VsP）是德国的一个已不存在的左翼组织。该组织的前身是成立于1986年的联合社会党，它由托洛茨基主义组织国际马克思主义团体和前斯大林主义政党德国共产党/马列合并而成。1994年，联合社会党改组为争取团结观点协会。同年，该组织内部的一个托洛茨基主义派别退出组织，另行成立了革命社会主义联盟。继续留在该组织内部的托派分子则组成了国际社会主义左翼。2000年12月，该组织解散。它的许多前成员后来加入左翼党。